# 社會安全網
社會安全網（英語：Social safety net）由非捐助性的援助所組成，旨在改善貧困與弱勢家庭或個體的生活。 社會安全網的例子包括預先繳款的社會退休金、實物和食品轉移、有條件和無條件現金轉移、費用減免、公共工程和學校供餐計劃。

## 定義
社會安全網的概念目前尚無準確、統一的定義。 世界銀行使用的定義較廣泛，但不同的學者、機構和組織（例如國際勞工組織和亞太經社會）使用多種定義。 這導致一些學者甚至認為使用社會安全網這個術語沒有任何意義，因為它很少被以一致的方式使用。他們主張使用社會安全網的不同組成部分而不是術語本身進行分析。

## 歷史
在 1990 年代初，「社會安全網」一詞迅速流行，特別是在布雷頓森林體系中，這些機構在其結構調整計劃中經常使用該術語。
社會安全網在過去數十年內日益增加的重要性也反映在聯合國永續發展目標（SDGs）中。 其17 個目標之一是消除貧窮，子目標包括對所有人實施適合本國的社會保護制度和措施，以及增強窮人和弱勢群體的抵禦能力，減少他們遭受氣候相關極端事件以及其他經濟、社會和環境衝擊及災害的風險和脆弱性。

## 應用

### 台灣
社會安全網很早就被台灣政治人物提及，陳水扁總統在發表2006年元旦致詞時提到：「過去經由『老農津貼』、『敬老福利津貼』的全面實施，加上去年七月一日正式上路的『勞退新制』，政府正逐步為弱勢的族群及團體建構完整的社會安全網。」，馬英九總統也在2009年的除夕賀歲影片中提到：「政府深刻體會民眾的痛苦，為了振興經濟，政府大規模推動『愛台十二建設』，率亞洲各國之先，全額保障人民在銀行的存款，穩定民心，並實施國民年金與勞保年金，以強化社會安全網。」。可見當時社會安全網的意義與社會福利、社會保險相仿。然而，往後台灣發生多起隨機殺人案，例如2014年臺北捷運隨機殺人事件、臺北市文化國小襲擊事件等，造成社會不安，蔡英文也因此在競選第十四任總統時提出了「治安維護計畫」的政見。蔡英文當選後又發生了內湖隨機殺人事件，她也在發表就職演說時再次強調治安的重要性：
新政府必須要承擔的第二件事情，就是強化台灣的社會安全網。這些年，幾件關於兒少安全及隨機殺人的事件，都讓整個社會震驚。不過，一個政府不能永遠在震驚，它必須要有同理心。沒有人可以替受害者家屬承受傷痛，但是，一個政府，尤其是第一線處理問題的人，必須要讓受害者以及家屬覺得，不幸事件發生的時候，政府是站在他們這一邊。除了同理心之外，政府更應該要提出解決的方法。全力防止悲劇一再發生，從治安、教育、心理健康、社會安全、社會工作等各個面向，積極把破洞補起來。尤其是治安與反毒的工作，這些事情，新政府會用最嚴肅的態度和行動來面對。
蔡英文上任後，行政院也在2018年2月26日核定了「強化社會安全網計畫」。此後，社會安全網除了原有意義外，又增加了守護公共安全的另外一層意義。